# Phytomyza urbana
Phytomyza urbana är en tvåvingeart som beskrevs av Spencer 1969. Phytomyza urbana ingår i släktet Phytomyza och familjen minerarflugor.
Artens utbredningsområde är Alberta. Inga underarter finns listade i Catalogue of Life.